# Schi (echipament)
Schiul este un obiect în formă de patină lungă din lemn, din metal sau din material plastic, folosită pentru a aluneca pe zăpadă. Substanțial mai lungi decât largi și utilizate în mod caracteristic în perechi, schiurile sunt atașate de clăpari cu legături de schi. Pentru urcarea pârtiilor, la baza schiului pot fi atașate coji de schi (inițial din blană de focă, dar acum din materiale sintetice).

## Etimologie
Originea cuvântului schi provine din termenul skíð (cuvânt din limba veche nord-germanică) și înseamnă „băț din lemn”.